# Colonia San Juan de Guadalupe
Colonia San Juan de Guadalupe är en ort i Mexiko, tillhörande kommunen Zumpango i delstaten Mexiko. Colonia San Juan de Guadalupe ligger i den centrala delen av landet och tillhör Mexico Citys storstadsområde. Orten hade 885 invånare vid folkräkningen 2010.